# Thủy điện Chiêm Hóa
Thủy điện Chiêm Hóa là thủy điện xây dựng trên dòng sông Gâm tại xã Ngọc Hội, huyện Chiêm Hóa, tỉnh Tuyên Quang, Việt Nam.

## Quá trình xây dựng
Thủy điện Chiêm Hóa có công suất lắp máy 48 MW, sản lượng điện hàng năm 198,6 triệu kWh với tổng số vốn gần 1.828,4 tỷ  đồng,  khởi công ngày 12 tháng 10 năm 2009, hoàn thành ngày 4 tháng 3 năm 2013 do Công ty CP đầu tư Xây dựng và thương mại quốc tế (ICT) làm chủ đầu tư theo hình thức BOO (xây dựng – sở hữu – kinh doanh). Liên danh Viện nghiên cứu thiết kế khảo sát công nghiệp điện lực Quảng Tây (GXED) và Công ty TNHH CP Cục 2 thủy điện Quảng Đông làm tổng thầu EPC.
Thủy điện Chiêm Hóa là nhà máy thủy điện đầu tiên của Việt Nam sử dụng công nghệ turbin chảy thẳng kiểu bóng đèn có thể phát điện với cột nước rất thấp (mức thấp nhất là 2,5 m và cột nước tính toán là 7 m).

### Thông số kỹ thuật
Thủy điện Chiêm Hóa là công trình cấp III. Khả năng xả lũ của Nhà máy đáp ứng yêu cầu của thủy điện bậc trên là 19.600 m³/s. Nhà máy có cao trình đỉnh đập là 61 m, chiều cao lớn nhất phần đập tràn là 34 m, chiều cao lớn nhất nhà máy 41,2m, mực nước dâng bình thường 47,2 m; mực nước chết 46,7 m, cột nước định mức 7 m, công suất lắp máy 48 MW. Trạm phân phối ngoài trời 63 mx71,5 m.

## Thủy điện liên quan
Thủy điện Chiêm Hóa hoạt động liên kết với Thủy điện Tuyên Quang 22°21′26″B 105°23′46″Đ / 22,357161°B 105,396153°Đ.